# South Haven (Indiana)
South Haven és una concentració de població designada pel cens dels Estats Units a l'estat d'Indiana. Segons el cens del 2000 tenia 5.619 habitants.

## Demografia
Segons el cens del 2000, South Haven tenia 5.619 habitants, 1.906 habitatges, i 1.538 famílies. La densitat de població era de 1.749,6 habitants/km².
Dels 1.906 habitatges en un 39,8% hi vivien nens de menys de 18 anys, en un 64,8% hi vivien parelles casades, en un 11,6% dones solteres, i en un 19,3% no eren unitats familiars. En el 15% dels habitatges hi vivien persones soles el 5,5% de les quals corresponia a persones de 65 anys o més que vivien soles. El nombre mitjà de persones vivint en cada habitatge era de 2,95 i el nombre mitjà de persones que vivien en cada família era de 3,26.
Per edats la població es repartia de la següent manera: un 29,1% tenia menys de 18 anys, un 9,5% entre 18 i 24, un 31% entre 25 i 44, un 23% de 45 a 60 i un 7,4% 65 anys o més.
L'edat mediana era de 33 anys. Per cada 100 dones de 18 o més anys hi havia 94,5 homes.
La renda mediana per habitatge era de 52.583 $ i la renda mediana per família de 54.875 $. Els homes tenien una renda mediana de 41.003 $ mentre que les dones 23.283 $. La renda per capita de la població era de 18.112 $. Entorn del 3,2% de les famílies i el 5,8% de la població estaven per davall del llindar de pobresa.

## Poblacions més properes
El següent diagrama mostra les poblacions més properes.